# 帯をギュッとね!
『帯をギュッとね!』（おびをギュッとね）は河合克敏による日本の柔道漫画作品。通称は「帯ギュ」。
昇段試験で出会った5人の少年たちが、柔道部のない高校で再会して柔道部を作り、全国大会を目指すという物語。

## 概要
週刊少年漫画雑誌『週刊少年サンデー』（小学館）に、1988年から1995年52号まで連載された。単行本は小学館：少年サンデーコミックスより全30巻、同ワイド版より全15巻、小学館文庫より全16巻。
「NEW WAVE JUDO COMIC」と銘打ち連載された本作は、多数のギャグを交えた軽妙なストーリー運びで、従来のスポ根一辺倒の柔道漫画とは一線を画した。そしてそれまでのスポ根としてのイメージが強かった柔道漫画を、スポーツ競技としての爽やかなイメージに変えて人気を博した。
これらのスタイルが確立できた要因として、主人公たちが新たに柔道部を立ち上げたため部に上級生がおらず、運動部につきものの厳しい上下関係を排除できたことが挙げられる。ストーリーが進んで登場人物が強くなるにつれ、全体的に真剣味が増していったが、上記の特色は変わることが無かった。また、第一話から最終話まで流れるギャグシーンやコメディ要素などが、全体を通して軽く支えていたことも大きい。
柔道という競技への取り組み方に関しては、作品全体を通して「技に重きを置き、柔能く剛を制す、そして明るく楽しい柔道」を描こうとしていた。これは独自の練習法で頂点に登りつめた神取忍の影響だと作者は語っている。
作者自身も柔道の経験を持っており、作者の父親も講道館柔道5段を所持していたことなど柔道と関係が深く、柔道の技術などには細かい説明を加えてあるため、柔道の素人にもわかりやすい話作りになっている。
また、単行本の巻末で開催されていた「絵筆をもってね!」と命名された読者によるイラストコンテストが、1回につき2000通を超える応募が来るまでに至っており、その人気の高さがうかがえる。ゲスト審査員として当時『サンデー』で連載を持っていた漫画家が多く登場し、デビュー前の安西信行やモリタイシがグランプリを獲得している。
登場人物の兄弟などに名前がない場合には、しばしば投稿葉書から名前を採用された。またカバー折り返しに掲載されていた4コマ漫画も人気を博した。
タイトルの『帯をギュッとね! 』は師匠であった上條淳士の発案で名づけられたという。
作品の主な舞台は浜松市（平成の大合併後の範囲）。作中で試合の様子が描かれたのは、主人公たちが高校2年生の時に行われた選手権大会（学年が変わる前の春に開催）までで、3年生の夏に行われた金鷲旗とインターハイは結果だけが示された。また高校卒業後のエピローグとして、高校柔道から大学柔道に舞台を移し、全日本のタイトルを巡ってライバル関係を続けるキャラクターたちの姿が描かれた。
その時々の流行の話題・人物がギャグタッチで登場したり、他の漫画家のキャラクターもどき（？）が登場したりすることもある。

### 現実との差異
作中でインターハイの女子個人戦が行われているが、当時女子は1990年に始まった団体戦のみで、個人戦は開催されていなかった。作者は、このことを勘違いと認めた上で大会を続行した。
巧たちの入学した年は1989年に設定されているが、1991年のインターハイが地元静岡開催であるために、作中の時間は捻じ曲げられ、1990年を飛ばして1989年の翌年が1991年となっている。しかし、その年の福岡国際は1992年相当の開催回数で行われ、年末や年明けのカレンダーでは飛び越えた時空を元に戻し、1990年 - 1991年のものになっている。そして、選手権大会中は1992年のバルセロナ五輪が開催済で、開催回数では1994年相当にまた飛んでいる。だがその年夏のオリンピックが開催されている。
また、作品全体を通して階級が軽量級から重量級までの5階級で表されているが、この階級分けは1997年までのものである。1998年に、60 kg以下級から100 kg超級までの7階級に細分化されたため、作中の階級と対応させることはできなくなっている。以下に作中での階級を示す。
軽量級 = 60 kg以下級、軽中量級 = 71 kg以下級、中量級 = 86 kg以下級、軽重量級 = 95 kg以下級、重量級 = 95 kg超級。
古賀稔彦や小川直也など実際に活躍した柔道選手が作中でも存在するという設定になっているが、一方で（主人公たちと同世代である）田村亮子は作中では存在しないという設定になっている。

## あらすじ
中学3年生の7月に行われた昇段試験において、北部中学の粉川巧、杉清修、南部中学の斉藤浩司、東部中学の宮崎茂、三溝幸宏、そして高町中学の近藤保奈美、海老塚桜子は出会う。それから約半年後、揃って県立浜名湖高校（浜高）に入学した7人は同じクラスとなり再会を果たす。早速柔道部に入ろうとするが浜高には柔道部がなく、7人の担任でもある倉田龍子（剣道3段）を顧問に据え、新たに柔道部を立ち上げる。
そして三方ヶ原工業高校（三工）の藤田恵とは因縁を深め、佐鳴高校の石塚孝裕や袴田今日子・豊姉弟、暁泉学園の堀内平八郎などの登場人物とは親交を深め、倉田典善らの指導を受けて浜高柔道部は徐々に強くなってゆく。
2年目には仲安昌邦、石野雪久、来留間麻理の3人が新入部員として加入し、赤磐高校の別所愛子と親交を深め、出げいこ先の警察署で知り合った元機動隊の西久保コーチの指導を受けて浜高柔道部はますます強くなってゆく。
1年目のインターハイ
団体戦地区予選で、浜高は初段の1年生5人だけで参加してベスト4に進出するが、準決勝で佐鳴と代表戦の末敗れる。佐鳴は三工に決勝で敗れ、三工が地区・県と優勝し全国大会でもベスト16まで勝ち進む。
1年目の選手権大会
団体戦地区予選で、浜高は三工との決勝戦に辛くも勝利し地区優勝を果たし、県予選も制する。しかし全国大会では沖縄尚北に敗れ、1回戦で終わる。
2年目のインターハイ
団体戦は地区予選が廃止され県予選から始まり、浜高と三工はそこでベスト4による決勝リーグに進出し、三工が1位、浜高が2位となるが、地元開催の特例で両校とも全国大会に進む。全国大会で、浜高はベスト8まで勝ち進むが千駄谷に敗れ、三工はベスト4まで勝ち進む。
男子個人戦は、地区予選で浜高の5人全員と三工の藤田が県予選に進出し、巧・宮崎・三溝・藤田は全国大会にも進出する。全国大会では、巧が準優勝、宮崎が3位、三溝が予選敗退、そして藤田は優勝を果たす。
女子個人戦は、地区予選で麻理・桜子・袴田が県予選に進出し、麻理と袴田は全国大会にも進出する。全国大会で3度目の決勝を争った結果、袴田が優勝、麻理が準優勝となる。
2年目の選手権大会
団体戦は、県予選で浜高と三工が決勝を争い、前年同様浜高が勝利する。全国大会で浜高は次々と優勝候補を破り決勝に進み、そこで千駄谷を下しついに全国制覇を成し遂げる。
男子個人戦（無差別級のみ）は、団体戦に照準を絞った巧や三溝は出場せず、藤田が県予選を制する。藤田は全国大会でも決勝まで勝ち進むが、千駄谷の橘に敗れる。
女子個人戦は、直前の福岡国際で優勝した麻理が、48 kg以下級を県予選・全国大会ともに敵なしで制する。麻理を恐れ転向組が大挙して押し寄せた52 kg以下級では、薩川が桜子や別所を破り県予選を制し、全国大会も制する。
3年目の金鷲旗
浜高は前年旅費や斉藤の怪我で出場を見送ったが、この年初参加で準優勝。優勝は千駄谷。
3年目のインターハイ
団体戦は、県予選でついに浜高が三工を破り優勝し、全国大会でも決勝で千駄谷を下し再び全国制覇を成し遂げる。
男子個人戦は全国大会で、巧が中量級優勝、斉藤が軽中量級準優勝、宮崎が軽量級優勝、三溝が重量級3位となる。杉は藤田か巧に阻まれ県予選3位。

## 主な登場人物

### 浜名湖高校
静岡県浜松市にある、男女共学の県立高校で、通称浜高。別々の中学校で柔道をしていた主人公達が、この高校で集結し物語が始まる。主人公達の入学当初は柔道部がなく、5人の1年生部員だけで柔道部を立ち上げる。なぜか上級生が入部することはなかったが、創部2年で高校柔道選手権の団体戦優勝という全国制覇を成し遂げる。浜名湖は作者の出身地である静岡県浜松市に実在する地名で、鰻の養殖と競艇が行われていることで有名。
粉川巧（こがわ たくみ）
本作の主人公で浜高柔道部のポイントゲッター。入学当初は168 cm65 kgで軽中量級。後に中量級となり、エピローグでは78 kg以下級。初期の頃は「巧」と「タクミ」の両方で呼ばれていたが、途中からは「巧」に統一されている。名字の粉川を読めずに「こながわ」と読まれたこともある。小学生の時に消防士だった父親が他界し、看護婦の母親と二人暮し。母は気の強い男勝りの性格で、親子関係は良好のようだが巧は頭が上がらない様子である。地元で行われたインターハイでは母が父の遺影を持って駆け付けている。
得意技は左右の背負い投げと一本背負い。2年インターハイで軽中量級で準優勝、翌年のインターハイでは優勝している（決勝の相手はいずれも鳶嶋雅隆）。後に腕返しを体得する。
性格は熱血柔道バカ。普段はのんびりしているが、厳しい練習が全く苦にならないほどの柔道好き。また柔道が絡むと頭に血を昇らせ前後の見境もなくなるため、ライバルの藤田とは衝突をくり返す。才能と努力が相まってめきめき実力を高め、強敵相手では類稀な実力を発揮して大金星を上げる反面、油断によるポカも多い。県大会、全国大会と進むにつれて浜高不動のエースに成長していく。
得意技の背負い投げに磨きをかけてからは「超高校級」と称された。地区大会では個人戦に出場するというだけで関係者を騒然とさせた。千駄ヶ谷に敗れたインターハイ団体戦と鳶島に敗れた個人戦準優勝以降は全国区となる。卒業後は世話になった指導者の伴に誘われ、尊敬する先輩、柴田のいる立体大に推薦入学で進学した。
保奈美とは幼馴染にして周囲公認の彼氏彼女の間柄。人目も憚らずイチャつくことがあり、浜高柔道部では「バカップル」と思われている一方、「小学生並の進展度」と言われたこともある。桜子や別所愛子に好意を持たれるものの、それには全く気づくことがなかった根っからの朴念仁。
ギャグシーンなどにもそれなり加わっており、三溝の代わりに「三バカ」に加わっていることも多々あった。桜子と保奈美が体操着に道着の上だけ羽織って練習する姿を覗き見して、杉、宮崎と共に「ケダモノトリオ」と言われたこともあった。
連載時に3回行われた読者人気投票で、主人公でありながら最初の2回は桜子の後塵を拝して1位を取れなかったため、来留間大志に罵倒されたこともある。3回目にやっと1位を獲得した時には発表自体が伏線となっており、謎のADとして最後まで正体を明かさなかった（正体を明かしたときにはやはりツッコまれた）。
第17回全国高等学校柔道選手権大会のポスターに描かれた。
杉清修（すぎ せいしゅう）
柔道部主将。入学当初は179 cm72 kgで中量級。得意技は内股や大内刈りおよび返し技全般で、後に奇襲技のすくい投げを会得する。
巧とは中学時代からの親友で、同じ浜名湖高校に進学した。団体戦では安定した強さを発揮するものの、個人戦では同じ階級にいた三工の藤田にことごとく阻まれ、最後まで個人成績は県大会止まりに甘んじた。また追い込まれると意外な底力を見せる。メンバーからの呼び名は名字である「杉」。中学の同級生である巧は物語の開始当初、下の名前の「清修」と呼んでいたが、いつの間にか他メンバーと同様に名字で呼ぶようになっていた。
スキンヘッドが特徴で、実は美形。実家は浄土真宗の寺。宮崎と並ぶ浜高のギャグ要員だが学業は優秀で、エピローグでは一浪して東大へ進学している。反面、浜校メンバーのまとめ役の座は斉藤に奪われており、自ら頭脳戦には向いていないと発言したりもしている。ほかにも、桜子によれば女子に人気あり、バレンタインデーではかなりのチョコを貰っている描写があった。薫というイタズラ好きで小生意気な2学年下の妹がいる。
単行本巻末企画「絵筆をもってね！」ではネタ要員として幅広い人気を博した（例：FBIに連れられた宇宙人・杉など）。
「桜子が好きなのでは」と作中では宮崎や、読者からは「絵筆をもってね！」で指摘されていたのを、本人は否定していた。エピローグにおいて、桜子に片思いを寄せていたことが明らかにされたが、桜子が巧に片思いをしていることを知って自重していたと思われる描写がある。二人の関係についてのその後は描かれていない。
斉藤浩司（さいとう こうじ）
柔道部副主将。入学当初は173 cm68 kgで軽中量級。得意技は多数ある。豊富な柔道知識を持ち、試合中にアドバイスをしたり解説役をこなしたりする。柔道に関する記憶力は確かで選手の名前や試合内容などもよく覚えている。また、アマレスなどの知識を披露したこともあった。柔道に対する姿勢はかなりストイックで、作中で杉らと方針を巡って深刻な対立に発展したほどである。強化方針は理論派で練習の量より質を高める工夫をこらす。
浜高メンバーきっての良識派だが、ギャグセンスは無い。開いているのかわからない細目と、逆立てたツンツンヘアが特徴（合宿所の風呂場で髪を降ろしていたら巧から「あんた誰？」と言われたこともある）。
記憶力は良い割に学業成績はふるわず普通。浜高入学も地元地区のレベルが高く成績が足りなかったことによる。昇段試験での初対戦以来、同階級の巧とはチームメイトで良きライバル。個人戦では激戦を繰り広げた。
地区では「技のデパート」と称されるテクニシャン。得意技は一本背負いや背負い投げ、体落とし、足技などの立ち技から谷落としや腕返し、帯取り返しといった奇襲技、さらには寝技、関節技、跳び関節まで枚挙に暇がない。裏技習得においても斉藤は幾つもの裏技を習得していた。インターハイでは怪我、個人戦では活躍の場が無く終盤まで作中で無名の選手扱いだったが、県大会における対三方ヶ原工業高校の3人抜きや、全国大会で優勝候補である東名大藤沢の津末・原を下すなど、その実力は物語終盤の選手権で遺憾なく発揮される。鳶嶋雅隆をして「浜高の第三のポイントゲッター」と言わしめた実力者であり、藤田を下して高校日本一となっていた橘との戦いでは三溝の活躍や藤田のアドバイスもあって、息をもつかせぬ攻防で3階級も上の橘を翻弄して引き分けに持ち込んだ。
2年インターハイ県大会個人戦準決勝の石塚戦で肩の肉離れを起こすアクシデントがあり、療養のためレギュラーを外れる。だが、優れた指導者の片鱗を見せ、仲安・石野の成長を促した。復帰に喜びを隠せない様子から、桜子からは根っからの柔道バカと評される。インターハイ全国大会で、肩を保護するテーピングを外す作業を手伝って貰ったことから別所愛子と親しくなる。大会後文通していたが、メンバー達に発覚。さらには桜子の失言で後輩たちも知るところとなり、三バカからはしばらく練習中に集中攻撃をする・教科書に落書き・「恋泥棒」というあだ名を付ける等数々の嫌がらせを受けた。普段は冷静な試合運びを信条とするクールな斉藤だが、愛子が応援に現れると別人のように気合いを前面に出して戦う。
家は母が一人でラーメン屋を経営しており、弟3人妹1人がいる。なお家族全員目の形が同じ。卒業後は家業を継ぐつもりでいたが、日の本大学から推薦入学の声がかかり進学。チームメイトとなった鳶嶋雅隆とは同部屋となっていた。最終成績は全国大会準優勝。
宮崎茂（みやざき しげる）
浜高の切り込み隊長。入学当初は160 cm58 kgで軽量級。得意技は背負い投げや巴投げで、後に逆一本背負いなどのレスリング技を会得する。背は小さいが気の強い生意気なタイプ。照れ屋な性格のため、保奈美や桜子についキツイ態度を取ってしまうこともあるが、周囲は彼の性格を理解しているので気にしていない。ノリの良い性格で杉と並ぶギャグ要員をこなした。また、三溝を加えて「三バカ」となることもあった。落ち込んでいても女の子に励まされると非常に復活が早かったりと、気持ちの切り替えが早い。
団体戦では軽量級のため、不利になることが多かった（団体戦ではミスマッチな重量級との対戦が多かった）が、技とスピード・気迫で立ち向かい、自分よりも重い階級の対戦相手であっても引かない戦いを見せ、金星をあげることもあった。個人戦の戦績は巧と並んで全国トップクラスで、最終成績では軽量級で全国優勝を果たしている。だがお調子者な性格が災いし、試合を優勢に運びながら背負いを払い腰で返され一本負けを喫したり、禁止技だとは露知らず河津掛けで警告を取られて反則負けしたり、女子の声援に浮かれ調子に乗ったために大ミスをしたりと、ここ一番でのチョンボも多い。スタンスとしてはスピード感あふれる柔道を得意とする。
一人っ子で家は酒屋を経営している。三溝とは幼馴染で序盤は行動を共にしていることが多かった。柔道部創設においては最後まで巧たちと一緒に部を立ち上げることに反対したが三溝の裏切りに遭い折れた。強化をめぐる柔道部の分裂騒動では最後まで杉の側についた。
長谷が試合後バク転を披露したのに対抗し、長谷戦勝利後バク転を披露した。アマレス技を習得するため、レスリング部に出稽古に行っている。
卒業後は藤田や平八郎と共に明政大学に進学。一足先に大学生になっていた玉城の後輩となる。
三溝幸宏（みつみぞ ゆきひろ）
巧と並ぶ浜高のポイントゲッター。愛称はミッタン。入学当初は195 cm110 kgで重量級。静岡県内では一番の長身である。
得意技は大外刈りや内股、払い腰で、後に立ち姿勢での関節技を会得する。変則技のヴァン・デ・ヴァル投げも得意としていたが、危険なために1年目の秋以降は作者によって封印された。
体は大きいものの末っ子長男という家庭環境もあって普段は気が小さい。性格改造のために街中でヤンキー相手に誰彼構わずガンを飛ばすということもさせられた。だが脱臼を押して試合に臨むなど、ここ一番では闘志にあふれる姿勢を見せる。重量級だが身長もあるバランスのとれた体型。その怪力は無差別級優勝者の橘をも上回るほどで、2年時の選手権団体戦県予選では藤田に瞬殺された悔しさのあまり床を殴りつけ、スプリングの仕込まれた会場の床全体を振動させるという描写があった。また、斉藤のアドバイスを受けた後輩の石野に不覚をとったときは悔しさを露わにし、怒りの形相で仲安を萎縮させた。
三バカの一人に数えられるが基本的に真面目な性格で、杉や宮崎のように単独でのギャグはない。ギャグ要員としてはジャイアントロボやターミネーターネタが代表的。文化祭ではクジびきでヒロインに抜擢され、シンデレラを演じた（保奈美が王子で桜子が魔法使い。杉と宮崎が継母と義姉、巧は馬車の馬、斉藤は役人A。）。
3人の美人で気の強い姉がおり基本的には逆らえない。宮崎とは幼馴染の腐れ縁。実は私立高に受かっていたにもかかわらず、無理矢理つきあわされ浜高入りしたと本人は涙ながらに語っていた。さらに、柔道を始めたのも中学時代に宮崎に（無理矢理）柔道部に入れられたせいである。ちなみに本人は文化系クラブに入りたかった模様。
高校卒業後は天味大学に進学。橘と並ぶ同校のエースに成長する。全日本選手権ではベスト4に進むが、準決勝で巧と対戦し熱戦の末敗れた。
近藤 保奈美（こんどう ほなみ）
巧の幼馴染みで柔道部マネージャー。桜子に度々その座を脅かされるヒロイン。真面目な性格で斉藤と並ぶ良識派、また成績も杉に次ぐほど優秀だが天然ボケの気がある。身体が丈夫でないらしく、運動神経もゼロに近い。また、作中のあるシーンで「氷の微笑」を見せたこともあり、松原と薩川の関係を誤解して桜子に妙なアドバイスを送るなどしている。バレンタインの回ではいきなり少女漫画調になったりと浜高メンバーらしく変幻自在。
浜高柔道部を陰から支え続けるほか、試合中に「負けないで」コールをして巧の底力を引き出すこともあった。巧は幼馴染にして周囲公認の彼氏である。なお、巧は彼女に頭が上がらなかったが、同時に巧の最高の理解者でもあった。桜子とは中学時代からの親友で、彼女の特訓相手を務めたりもした。中学時代はおさげだったが高校進学を機におろした。
当初は巧の敗戦など、なにかあるとすぐに泣くことが多かった。回を追う毎に逞しくなり泣く機会は激減する。また、要求が「負けないで」から、「一本勝ちしなきゃ許さない」にまで大きくなっていると読者からツッコまれたこともあり、作中終盤テスト勉強のため自宅で巧と二人きりになったときは、物差し片手にスパルタ教師ぶりを発揮するなど手強い面も見せる。
麻里の入部で桜子が柔道を始めると2年生の間は唯一人の女子マネージャーとなる（3年生で薫が入部したことで解消される）。部費の使い道を巡るじゃんけん勝負に勝利し、待望の全自動洗濯機「愛人号」を購入して貰いランちゃんと命名している。
校内ではアイドル並のクオリティを持つ学年一の美少女とも言われ、桜子との美少女コンビとして有名だった。最初の大会ではその笑顔と素直さで赤石林業から情報を引き出している（赤石林業の酒井は“こんにちは”攻撃と呼んでいる）。ただし、巧との関係は校内で知られており男子生徒が嫉妬の炎を燃やすといった場面もあった。
エピローグでは巧専属の通訳を目指し海外留学をしており、彼女の帰国で幕を閉じる。
海老塚 桜子（えびづか さくらこ）
柔道部マネージャーおよび途中から女子柔道部員。4コマでは親友・保奈美の立場もあって「帯ギュのアイドル」に甘んじているが、実質的に裏ヒロイン。入学当初は160 cm、柔道を始めた時は48 kg以下級で、後に52 kg以下級、56 kg以下級と階級を上げていく。
保奈美とは中学時代からの付き合い。巧の昇段試験を応援しに行くことになっていた保奈美に付き添いとして同行し、交通事故で到着が遅れて体育館の陰でこっそり着替えをしていた巧と鉢合わせしてしまう。中学時代はまだトレードマークのポニーテールにしておらず、ショートカットにリボンだった。その半年後に同じ浜名湖高校に進学。巧、杉と再会を果たすが名前も覚えていて貰えないほどの扱われようだった。
柔道部のムードメーカー。熱血体質で体育会系のノリの良い性格。ただしギャグには一種のこだわりがあり、つまらないギャグには杉や宮崎、果ては三工の来留間大志や県警の西久保にまで厳しくツッコむ。試合に興奮すると我を忘れ、思わず隣にいた巧に抱きついたり、2階座席から足をかけて身を乗り出したりと大胆な行動をとってしまう。
持ち技は小内刈りと背負い投げの連携のみで、必殺技は相手がどんな体勢であろうと引っこ抜くようにして投げるハイスピードのバックドロップ（裏投げ）。登場人物からは「デンジャラスな投げ」「ダイナマイト・キッドばり」と言われていた。諦めが悪く、劣勢の試合後半になるほど動きにキレが増す戦いぶりから、袴田今日子や藤田から「戦い方が巧のそれと良く似ている」と評される。女子には珍しい左組み手であることも対戦相手が苦戦する理由になっている（別所愛子も同様）。
体育の成績が10段階評価で10という驚異的な運動神経の持ち主（50メートル7秒フラット・走り幅跳び5メートル以上など）でそれが災いして、女子テニス部部長の目に留まり執拗に勧誘されたこともあったが断った。だが、来留間麻里の入部にあたり兄・大志のゴリ押しに負け、その練習相手として女子柔道部員にさせられた。しかし、嫌々参加した大会で白帯ながら悪運も手伝い目覚しい快進撃をみせ、結局大学まで柔道を続ける羽目に陥る。桜子が柔道を始めたことで彼女の人気は不動のものとなるが、ストーリーの進行上勝ち上がることを運命づけられた男子部員たちと異なり、桜子の試合は本筋とはほぼ無関係なため勝敗も含め、毎回なにが起きるか分からないところが読者を引きつける要因となっていた。
保奈美や麻里と違い、特定の恋愛対象がいないことを度々嘆いていたが、実際には袴田豊のみならず杉や藤田ら、多くの男性キャラに密かに想われていたが、それらに気付くことはなかった。別所愛子と斉藤の文通交際の橋渡しに協力している。また卒業後、芸能界入りした永田賢に抱きつかれた写真が写真週刊誌で記事になっている。最終話直前で巧に片想いをしていたことが判明。普段は明るく陽気で悩む素振りすら見せない桜子が失恋のショックで酔い潰れ、涙を見せている。同じく杉が密かに桜子に好意を持っていたことが明らかにされたが、二人がその後どうなったかについては何も語られていない。
普段はコンタクトレンズを使用しているが、柔道の試合になると外す。視力は相当悪いようで、コンタクトレンズを外すと髪型を麻理に似せた巧を麻理と見間違えるほど。
読者人気が非常に高く、人気投票では第1回・第2回において主人公の巧を抑えて1位を獲得し、第3回でも2位に入っていた。なお、主要7人のキャラの中で唯一家族が登場しなかった。好きな芸能人は寺田農で、カラオケは坂本冬美や石川さゆりなど演歌を好むという渋い一面がある（コミック参照）。
仲安 昌邦（なかやす まさくに）
巧たちの1学年後輩で階級は不明。得意技は内股や体落しで、後に身長が急に伸びたため使っていなかった、中学時代の得意技一本背負いを再び使い出す。
赤髪・金髪・黒帯と入部希望者の中で一番目立つ存在で、厳しい練習に耐えて残った新入部員。柔道経験者ではあったが2年生5人には及ばず補欠要員となる。
入部直後に長髪を切り、赤髪こそやめたものの金髪のままでいたため、遅刻した巧と杉の代わりに出場したインターハイ県予選では、選手登録の際に「仲安・C（チャーリー）・昌邦」と偽名を使うことを強いられた。以後、「チャーリー」は度々ネタにされている。また怪我をした斉藤に代わってインターハイ本選の前半ではレギュラーを務めた（この時のみ黒髪に染め、インターハイ後に金髪に戻している）。
とりわけ巧に心酔しており、個人的にも仲がよい。卒業後は巧を追うようにして麻理と共に立体大に進学した。
来留間麻理は中学時代の同級生で、二人が付き合っているかどうかは微妙であったが、最終回のエピソードの時点では付き合っていることが判明している。
石野 雪久（いしの ゆきひさ）
巧たちの1学年後輩。階級は不明。得意技は大外刈りで、後に払い巻き込みに変化した。
柔道初心者だが陸上部での経験や上背の高さを生かして日々コツコツと努力している。潜在的素質が見られ、厳しい練習に耐え抜く根性もある。巧と杉が遅刻したインターハイ県予選では仲安とともに補欠出場し、大外刈りで一本勝ちする。
無口で存在感が薄いために作者が描き忘れることもある不遇なキャラクター。最終回でもほとんどのメインキャラのその後が描かれたが石野だけは完全に洩れた（4コマにも紹介されていないし、全日本選手権の応援席にもいない）。
来留間麻理（くるま まり）　
巧たちの1学年後輩。1975年10月25日生まれ。入学当初は149 cm40 kgで48 kg以下級。得意技は背負い投げや一本背負いで、後に内股からの隅返しを会得する。麻理の愛称については二転三転するが結局は桜子の決めた「おばけコアラ」に決まる。技のかけ声は「んしょ」。
三工の来留間大志の妹で、中学時代に段をとっていた実力者。天性の柔道センスを持ち、デビュー戦から一本勝ちを量産する。マネージャーであった桜子を兄の大志のゴリ押しにより練習相手として獲得、その数か月後には兄同様の強引さで桜子を大会出場にまで引き込んだ。袴田今日子に強い憧れを抱いており、インターハイ女子個人戦では予選から全国大会まで3度に渡り彼女と好勝負を演じる。インターハイ決勝では袴田に敗れ準優勝に留まるが、福岡国際で優勝し一躍世界レベルにまで達する。その後の高校女子柔道大会では完全に抜きん出た選手となる。
浜高のマスコット的存在で、読者人気投票でも常に上位にランキングされていた。仲安とは中学時代からの同級生で、タイプではないと言い切るものの、仲安の失敗には必要以上に手厳しかったり、福岡国際優勝後にわざわざ仲安を追い掛けて腕を組んで一緒に帰ったりしており、よく冷やかされていた。エピローグで二人は付き合っていることが判明した。
方向感覚が鈍いようで、高校に入学した当初は仲安に連れてきてもらうまで柔道場の場所を見つけられなかった。試合場で迷子になることは日常茶飯事である等、所々で天然ボケの傾向が見られていたが、エピローグでは全国ネットのニュース番組に生出演している最中に大学でも先輩にあたる巧との関係を追求されて動揺し、巧と保奈美が交際していることを暴露してしまう。一方でたまに発する本音は辛辣そのもの。柴田から失言を叱られ、涙を浮かべてごまかすなど兄同様に腹黒い面も持ち合わせる。
顔のつくりは兄そっくりだが、巧にも似ており、実際劇中では近眼の桜子が麻里と巧を見間違える事件も起きている。ただ、巧が物真似をした時は、麻理は心底嫌そうな顔をしている。
同作者の別作品『とめはねっ! 鈴里高校書道部』にて、オリンピックで金メダルを2度獲得していることが語られる。
倉田龍子（くらた りゅうこ）
浜高の数学教師兼巧達が1年生時の担任で、柔道部顧問。巧達が入学した時点では24歳。剣道では三段の実力者（必殺技は円月殺法）だが、柔道に関する知識は全く無いため、序盤は巧たちの指導に手を焼いた。母は彼女が小学生の時に死去し、以後は父の倉田典善と2人暮らし。西久保とはなんだかんだでいい関係。エピローグでは西久保と結婚し、二人で浜高柔道部を指導している。
柔道部発足前は宮崎と三溝が着替えを覗こうとしたほどの美人教師。開始当初は竹刀を片手に熱血指導をする姿が見られていたが、浜高柔道部の実力が高まり西久保が正式にコーチとなってからは顧問に専念した。
教師ながらノリが良く、明るく楽しい柔道部を地で行く浜高メンバーの一人としてみられており、大会では厳格な年配の指導者から「あれはどこの高校だ」などと怒られることも。また、失敗も多く最も代表的なものとしては新幹線の乗り間違えにより巧と杉が試合に遅刻する（ついでに藤田も）という大失敗を引き起こしたが、お土産のういろうでごまかした。麻理の優勝後、TV取材を受けた際にはいつになくまともなことを言うが、アングルが気に入らないと撮り直しを頼むなど行動はとかくマイペース。
単行本の表紙になった際は翌々巻の「絵筆をもってね！」で作者が「あれは龍子だ」とフォローのコメントを入れられるほど、読者に分かってもらえなかった。
龍子の縁で典善が、典善の紹介で西久保が、西久保のコネで伴が浜高を指導している。
倉田典善（くらた てんぜん）
龍子の父。柔道六段を持ち県警の柔道師範を務める実力者。指導に手を焼く龍子に助言をしているうちに柔道部にも顔を見せるようになる。5人が出会った最初の昇段試験の時から、6人抜きした5人に目を付けていた。他校との合同練習を取り付けたり、稽古を付けたりと浜高柔道部の強化に寄与する。また、5人の最初の大会でアドバイスをしてコーチの役割を果たしたこともあった。第1話から登場している、脇役ながら重要な存在である。
西久保亨（にしくぼ とおる）
当初は、県警機動隊員であった。三工が大学生と練習していることに対抗して、浜高が典善の引き合わせで県警柔道部に通ったことがきっかけとなり、浜高の躍進の一助となる。他の隊員とともに仕事の合間に学校を訪ねて練習を指導していたが、2年目秋からは正式に浜高柔道部コーチとなる。
元国体強化選手の機動隊員だったが、2年目のインターハイが終わった後、退職して浜高柔道部のコーチに専念し、肩書きが「家事手伝い（実家は八百屋）」となり、部員達からは「日本一ゴツい家事手伝い」と揶揄された。千駄谷学園コーチの石丸とは大学時代のライバルだったが、10回以上対戦して接戦の末に全て敗れている。指導者として再び石丸とライバル関係になるが、柔道の理想像は同じもの（「技とスピード」「最後まで一本を狙いに行く」）である。
倉田典善に代わり作品中盤以降の浜高柔道部強化に寄与するが、その指導は他の部員の弱点を別の部員に教えて勝たせ、今度は負けた部員に相手の弱点を教えて勝たせ、部内での競争心を煽って向上心を植え付けるという一風変わったもので、一時的にではあるが部内の雰囲気が険悪になった。
喫茶店で龍子と柔道部の方針を話し合っているところを部員たちに見られたときは、動揺のあまり二人が深い関係にあるような誤解を招く言い回しをして、その後しばらく龍子に頭が上がらなくなったりもしていたが、エピローグでは龍子と結婚している。作中、巧達が2年の時点で30歳（「絵筆をもってね！」での作者コメントより）。
機動隊時代に人質救出のために突入した際には女装して主婦に変装しており、作中様々な形で登場した女装キャラの中でも1、2を争うエグい絵面になっている。
ギャグや冗談は桜子のツッコミがはいるほど下手だが、お盆の時期と重なった地元開催のインターハイでレンタカーが手配できず、浜高メンバーを試合会場まで護送車で送り届けたり、柔道をする女子高校生などいないと言い張り、入部してきた麻理を女の子と認めず筋肉やあやとりで判別しようとしたり、正月に典善宅で酔っぱらい麻理にだけお年玉を渡し、自ら高校の柔道部で指導しているにもかかわらず、「コイツが高校生の筈がない」と言い張るなど、随所で強烈なボケをかましている。また、戦う男のバイブルとしてブルースリーの代表作『燃えよドラゴン』を見せ闘争心を高め、練習中はテーマ曲を流していた。なお、これを聞いて戦闘モードに入り乱闘になりかけた巧と藤田をヘッドバットで仲裁している。
27巻の表紙絵を飾るが、着流しから懐紙が覗く「任侠モノ」を思わせる画となっている。
杉薫（すぎ かおる）
杉清修の2つ下の妹。兄の試合に応援に来るので出番は多いが、彼女の本当の目的は巧や永田、石塚といった「いい男」に会うこと。腹黒く危険な中学生で、暁泉学園のメンバー抹殺のためバナナの皮を踏ませようとし、失敗すると階段から突き落としたことも（永田だけは巻き込まなかった）。麻理には年上相手にもかかわらず生意気な態度をとるが、永田の応援を通していつの間にか意気投合していた。
後に浜名湖高校に入学、女子マネージャーとなる。

### 三方ヶ原工業高校
浜名湖高校のライバルで、長らく静岡県西部地区のトップに立つ最強豪校。通称三工。三方ヶ原は徳川家康が武田信玄に敗戦したことで知られる実在の地名。
藤田恵（ふじた めぐみ）
巧たちと同学年で、最大のライバル同士である。三工のポイントゲッターで、入学当初は179 cm78 kgで中量級。後に86 kgになるが、巧と戦うためかエピローグでは再び78 kg以下級に戻っている。得意技は左右の内股で、後に変形の小内巻き込みを会得する。
中学全国大会の優勝経験を持ち、1年生にして夏からレギュラーを務める。地区・県の予選で浜高と激戦を繰り広げるのみならず、プライベートでも巧と浅からぬ因縁を持ち、お互いを強く意識している。それを示すエピソードとして、たまたま、同時開始となった二人別々の個人戦において、暗黙のうちにどちらが早く勝つかを競いあったことがある。仲が悪いのも確かだが、全力で競い合ってきた者同士、相通ずるところもあるようで、それを感じさせるシーンもよく見られる。特に、物語のクライマックスといえる2年生時の選手権大会の全国大会では、同郷で同宿になったこともあり、巧たちの対戦相手となる千駄谷高攻略のアドバイスをしたほか、巧に「一本負けしたら写真に撮ってやる！」と奮起を促され、逆に巧たちの団体戦では巧からカメラを奪うようにして同じ言葉で奮起を促し、さらに試合中にピンチに陥った巧に声援を送ったり、優勝を決めた巧の一本背負いのシーンをカメラに収めたりするなどした。大学進学後には、お互いに憎まれ口を叩きもしながら、純粋なライバルとして試合に臨んでいる。
階級は中量級だが、選手権の無差別級個人戦では全国大会決勝にまで上り詰めた。敗れたが、千駄谷の橘との決勝戦は、全国大会決勝の名に恥じぬ激戦といえる。
2年生の選手権団体戦県予選時では、斉藤の3人抜きで窮地に立たされ浜高4人を相手に大苦戦しながらも3人抜きをして巧との大将戦に及ぶ。押さえ込みなど何度もピンチを脱して会場を味方につけるが、最後は力尽きた。体力の限界を超えており、試合後は水もロクに飲めないほど衰弱した。劇中で勝敗が描かれた巧との最後の対戦だったが、巧自身は藤田に余りに不利な条件での対戦であり、自分が勝ったとは思っていない。
一人称はボク。気障な喋り方をする傾向があり、若干思い込みが激しく、そのために保奈美をゲーセンに連れ込もうとしている巧を迷惑なナンパ野郎と勘違いしたことで喧嘩になったのがそもそもの出会いであった。この頃は若干ナルシスト気味だったが、正統派ライバルとして物語が進むにつれ、そうした面は影を潜め、ストイックで鉄面皮なキャラとなる。普段は冷静だが巧との戦いでは頭に血が昇る。巧と乱闘になりかけたことが2度ある（1度目は練習試合、2度目は「燃えよドラゴン」事件）。
車酔いしやすい体質で15分乗っただけでも吐き気を催すため、遠征の移動手段は1人だけ鉄道。そのせいで新幹線乗り間違え事件に巻き込まれたこともある。
序盤からの登場キャラクターだが、単行本の表紙を飾ったのは彼が劇中最高の大活躍を見せた終盤（第24巻）だった。作者曰く「特別扱い」の表紙だったとのことだが“黒い背景にパンツ一丁の藤田”というもの。薩川と松原が表紙絵となった25巻（宝塚を思わせるコスプレで全体にピンク系）と同様に他の表紙絵とは完全に一線を画したもので、「絵筆をもってね！」のネタにされた。
弟2人がいる。中学生の晶はレスリング、小学生の忍は空手をしており、近所の住人からは“藤田家の格闘三兄弟”と呼ばれ、恐れられたり日夜の騒音で迷惑がられたりしている。しかし藤田家で最強なのは母親である。
関谷和実（せきや かずみ）
藤田と同学年で、三工の柔道部員。階級は軽中量級。得意技は返し技全般。
三工の他の1年生に遅れて二段を取りにいった昇段審査で巧に勝利。このせいで、巧は他のメンバーよりも昇段が遅れた。なかなかの技巧派で、1年生の秋からはレギュラーになるが、成長した巧とは実力が大きく開いたようで敗れる。また個人戦で同じ技巧派である斉藤とも対戦するが敗れている。やがて自分自身が指導に尽力した後輩・平山の成長に伴い、2年生夏の団体戦では補欠にまわった。藤田とは親しく学校生活でも一緒に行動することが多い。
来留間大志（くるま たいし）
藤田の2学年上の先輩。階級は重量級。来留間麻理の兄で、顔と性格が妹とそっくり。見事なアンコ形体型ではあるが、すばらしい運動神経と身軽さをあわせ持っており、「三工のダルマ大史」と評されている。
高校入学当初までは野球部員だったが、先輩との確執などがあり退部し、断り続けていた柔道部顧問の吉岡の勧誘に応じて、柔道部へと移った（単行本第9巻収録の外伝）。そのため柔道経験は浅いが実力は極めて高いらしく、柔道をしている姿は1コマ（一瞬で一本勝ち）しかないが、3年生の夏に重量級で地区優勝している。「短距離走だけは苦手」と外伝で漏らしているが50メートルを6秒9で走る。
妹の麻理が可愛くて仕方ないようで、福岡国際で優勝し多数の報道陣に取り囲まれ麻理が怯えたのを見て取ると助けに飛び込む。その際、審判員らに、取り押さえられるが、一払いで振りほどいてしまった。麻理の練習相手を務めさせるためだけにゴリ押しで話を進め、海老塚桜子に柔道を無理矢理はじめさせた張本人。
高校卒業後は野球選手に復帰し、社会人野球を経て中日ドラゴンズに入団しプレーしている。
端本進也（はしもと しんや）、蜂野正広（はちの まさひろ）、武戸敬二（むと けいじ）
藤田の1学年上の先輩達。容姿と名前の通り闘魂三銃士がモデル。蜂野は杉薫に「おっさん」と呼ばれた際にはかなり気にしていた。
平山（ひらやま）
藤田の1学年下の後輩。アンコ型の重量級で、藤田に続いて1年夏から団体戦レギュラー入りをしている。泣き虫であまり強そうな顔に見えないが、関谷ゆずりの返し技の鋭さから、三溝・杉・斉藤に勝っていて浜高相手の戦績はかなり良い。
吉岡（よしおか）
三工の柔道部顧問兼コーチ。厳しくも優しく穏やかな性格。巧と藤田の喧嘩には頭を痛める。来留間が野球部にいた頃から熱心に勧誘していたが、本人が気にしていること（足が短く、低重心）を言ってしまったりと上手く行っていなかった。

### 赤石林業高校
三工に次ぐ静岡県西部地区の強豪校であったが、浜名湖高校・佐鳴高校・暁泉学園の台頭によって影が薄くなり、作中ではかませ犬的役割になってしまっている。なお、連載時に校名に林業がつく高校は全国でも天竜林業高校だけであった。
酒井法男（さかい のりお）
赤石の中心キャラ。巧たちの1学年上で、軽中量級。後に赤石の部長になる。得意技は左右に変化する背負い投げで巧を翻弄した。口髭を生やしている。浜高メンバーから名前を忘れられることが多かった。
西村知実（にしむら ともみ）
赤石の柔道部員。重量級。三溝のデビューまで県下では随一の長身で自分より背が高い相手との対戦経験が乏しかったため、浜高との初対戦時、三溝との対戦で戸惑っていた。酒井が部長の時に副部長を務める。酒井と行動を共にする。ギョロ目が特徴。
松田（まつだ）
赤石の柔道部顧問。ジャック・ニコルソン似。指導が柔道と言うよりバレーボールなどの団体競技っぽい。また、学生時代は倉田典膳に色々と世話になったという（まさか警察沙汰じゃとツッコまれた）。

### 佐鳴高校
浜名湖高校と同じ静岡県西部地区にある進学校。かつては強豪校だったが、近年は1回戦敗退が常となっていた。女子柔道が盛ん。なお、浜松には佐鳴湖という湖が実在する。
石塚孝裕（いしづか たかひろ）
巧たちの1学年上で、佐鳴高校の柔道部主将。173センチメートル65キログラムで軽中量級。得意技は体落しや背負い投げおよび足技を多用した連続技で華麗と評される。
中学時代はバレーボール部に所属していたが、身体的に限界を感じて柔道に転向する。保奈美と桜子は中学時代の後輩で、保奈美に告白してフラれた経歴の持ち主だが、再会時には既に袴田今日子という彼女が出来ていた。個人の実力はもちろん、2年生時のIH予選では優れた指導力と戦略眼があることもうかがわせている。
2年生の時は佐鳴唯一のポイントゲッターとしてインターハイ予選に出場。代表戦の末、巧にも勝利したがこの試合で負傷しており、続く三工戦で藤田に敗れた際に悪化。療養を余儀なくされた。弱点である体力不足を克服するためにウェイトトレーニングなどを取り入れた。石塚をライバルとして尊敬する巧も見習う。復帰後初戦となった選手権地区予選では団体戦1回戦でいきなり浜高と対戦。巧の5人抜きにより完敗する。
高校最後の大会となったインターハイ地区大会では準決勝で斉藤に敗れるものの、県大会では雪辱を果たす。決勝では巧と死闘を繰り広げるものの残り5秒から惜敗。県準優勝で出場（地元開催で出場枠が二つあった）した全国大会でも奮闘。予選では寝技の達人日置に敗北するなど苦しい戦いを強いられながら、最後は気力で勝利をもぎとり決勝トーナメントに進出する。決勝トーナメント1回戦では優勢に試合を運んでいたが残り時間僅かというところで絞め技につかまり、気力で堪えるものの意識を失い逆転負けしている。
劇中の女性陣からの人気は永田と並んで高かった。高校卒業後は袴田と共に教育大学に進学・結婚した。
袴田今日子（はかまだ きょうこ）
石塚と同学年で、佐鳴高校の女子柔道部員。階級は48 kg以下級。得意技は体落しや背負い投げ、内股など。豊は弟。
可憐な容姿で浜高の三バカの心を鷲掴みにするが、勝手に親衛隊を作られて困惑する。全国大会の常連の実力者で、2年生の時は春の体重別選手権で、3年生の時はインターハイでそれぞれ全国優勝を果たしている。
長い柔道歴に裏付けられた実力で高校女子柔道の女王とまで言われ、来留間麻理の出現までは女子柔道界のホープで第一人者だった。3年生のインターハイ地区予選で公私に仲の良い浜高勢と対戦することになる。予想外の活躍でベスト4に進んだ桜子は実力で下したものの決勝では麻理に敗れる。続く県予選でも麻理に敗れた。背水の陣で迎えたインターハイ本戦では決勝で三度目の正直となり判定でなんとか麻理に勝利した（麻理の劇中唯一の敗戦）。受験勉強のため、出場しなかった福岡国際にも応援に駆け付けたが、かねてから尊敬するケイト・アンダーソンが出場すると知って猛烈に悔しがった。
石塚とは恋人同士で互いに柔道でも切磋琢磨したりもした（男子で県有数の強豪選手である石塚の投げすらかわせるレベル）。才色兼備だが料理は下手。将来は教師を目指しており、エピローグでは石塚と結婚する。
同作者の別作品『とめはねっ! 鈴里高校書道部』にも「佐鳴高校女子柔道部監督 石塚今日子（選手の母）」として登場。
袴田豊（はかまだ ゆたか）
袴田今日子の1学年下の弟。階級は中量級。
姉と同じく柔道歴が長く実力はあったが、才能溢れる姉と比較されることを嫌い、高校入学後はしばらく柔道から離れていた。また、姉に彼氏がいることも、面白くなかったらしく反駁を見せていたが、石塚の才能を認めている。桜子に惚れ込み助言に従い復帰し、石塚の現役時代には佐鳴のレベルを高めていたが、終盤は実力のある選手が袴田のみだったため、トータルで他の強豪校との実力が開いてしまっていた。杉や宮崎たちからは安全パイ呼ばわれされている。
桜子の彼氏を巧と勘違いするが後に誤解ということで収まる（当人にとっては墓穴）。しかしこの指摘はある意味鋭かったことがのちに判明する。

### 暁泉学園
浜名湖高校と同じ西部地区にある、ライバルとして登場してくる新設の私立校。体育科があり、スポーツ推薦で有望な選手を集め、その育成に力を入れている。しかし柔道部員は他のスポーツからの転向組ばかりで、運動部偏重の私立校という典型的ライバル設定にも関わらず、イロモノだらけのギャグ要員になっている。
堀内平八郎（ほりうち へいはちろう）
巧たちと同学年で、暁泉学園の柔道部主将。階級は軽重量級。得意技は大外刈りや内股、払い腰など。
巧と保奈美とは幼馴染である。小学生の頃はいじめられっ子で、よく巧に助けられていたが、空手やボクシングを習って強気な性格に変わる。高校で柔道を始め、個性豊かなチームメイトのまとめ役になっている。スポーツ推薦による入学だったようで、そのプレッシャーからか、当初はお気楽そうな巧を初めとする浜高柔道部に反感を持っていた。その後、浜高との団体戦を通して分かり合うようになる。
帽子を被っていないのに「試合中は帽子を取りなさい」と注意されてしまうほどの多毛・剛毛である。
登場当初は校外で暴力事件を起こし学校にもみ消しさせるほど、粗暴な問題児だったが、永田や佐野といった非常識なキャラが目立つにつれ、同校では比較的まともな常識人に収まってしまう。
高校卒業後は宮崎や藤田と共に玉城のいる明政大に進学した。
永田賢（ながた けん）
平八郎と同学年で、暁泉学園の柔道部員。階級は軽中量級。得意技は飛び込み内股やアダムス式回転十字固めなど。
ロングヘアの美形でオカマ言葉を話し、美しいものが大好き。妖しい魅力を振りまくナルシストで、対戦相手に敬遠されることもしばしばだが、柔道の才能と実力は高く、暁泉のメンバーの中では一番練習熱心でもある。普段は温厚だが、顔を攻撃されたりするとキレる。
初めて登場した頃はその人格をセルフコントロールできず、スロースターターだったがその後コントロール法を修得し、意図的にキレた状態で試合に臨んでいた。キレると動きが格段に良くなり、性格も凶暴になる。
桜子がお気に入りで抱きつく癖がある。料理が非常に上手く、部員には重箱に入った弁当を振舞っており、さらには試合会場にポットまで持参してお茶を飲んでいた。
本編以上に4コマではネタキャラとして活躍。また、人気投票発表の回で裸体を披露しようとしたが阻止された。
卒業後は芸能界入りし人気アイドルとして活躍しているが、街でたまたま見かけた桜子に抱きついたところをファンの娘に目撃され雑誌フライデーネタとなる。
佐野直弼（さの なおすけ）
平八郎と同学年で、暁泉学園の柔道部員。元水泳部。粗野な言動をしたり袴田今日子に言い寄ったりと、暁泉にダーティなイメージを付与する悪役。挙句赤石戦で西村に押さえ込まれたり浜高戦で三溝に開始直後一本負けしたりなど扱いもそれ相応である。
杉に続く第2のハゲキャラで、「絵筆をもってね！」での投稿も脇役の割には多い方である。
最終巻の4コマで大学に進学して柔道を続けていたと紹介されているが、平八郎と異なり進学先は不明でエピローグでも姿は確認できない。
黒柳将治（くろやなぎ まさひろ）
平八郎と同学年で、暁泉学園の柔道部員。元相撲部で140キログラムの重量級。持ち技は裏投げのみ。杉達にはいつも出会いがしらに相撲取りの名前で呼ばれていた。卒業後、相撲界入りした。
原田彦蔵（はらだ ひこぞう）
平八郎と同学年で、暁泉学園の柔道部員兼ゴルフ部員。
柔道は素人で頭数を合わせるためだけのメンバーであり、その老けた容貌から「ダンナ」と呼ばれ敬われている。ゴルフ部員としては、「バンカーの勝負師」の異名を持つほどのゴルフプレイヤーであった。2年生になってからは柔道経験者の喜久地が入部しレギュラーを外れたものの、部の精神的支柱（？）として存在感を発揮し続けた。
唯一教わった柔道の投げ技“出足払い”にゴルフの経験を融合させた「ドライバーショット足払い」（自称・略してDSA）が必殺技。この技によって油断しきっていた巧に勝っている。作中の公式戦において巧に勝った相手で、唯一巧に雪辱の機会がなかった。また鳶嶋雅隆以外に公式戦で巧に一本勝ちしたことのある唯一の選手でもある。
卒業後は何とかゴルフのプロになった。ちなみに美人の彼女がいる。
喜久地（きくち）
平八郎の1年後輩で、中学時代全国大会でベスト4まで進んでいる。生意気な性格で、選手権地区予選では浜高を一人で5人抜きすると言っていたが、先鋒の宮崎に完敗した。
市川哲人（いちかわ てつと）
暁泉学園の教諭で柔道部の顧問兼コーチ、31歳。全日本選抜体重別で優勝3回、世界学生選手権で3位、国際強化選手に選ばれていた柔道のエリート。冷酷で厳しい指導をし生徒たちに恐れられているが、話のわかる案外お茶目な男でもある。2人の子供がいる。

### 沖縄尚北
沖縄県代表。全国大会に進んだ浜高の前に立ちふさがった最初の壁である。浜名湖高校の主要メンバーが2年の夏に金鷲旗で優勝しインターハイでも優勝候補に上げられていた。
玉城一史（たましろ かずふみ）
巧たちの1年上で軽重量級。太ってはいるがスピードがあり、技も切れる。2年春の選手権大会の無差別級個人戦で橘を破って日本一になるなど、作中で巧と戦った世代では橘と並んでトップクラスの実力を誇っていた。2年夏のインターハイで藤田と対戦し判定負けしている。藤田は玉城の実力を高く評価しており「自分でもよく勝てたと思う」と感想を洩らしていた。大学進学後、藤田は玉城の後輩となった。
2年の選手権大会の一回戦で浜高とあたり、巧・三溝・宮崎の3人抜きをして浜高に全国の壁を思い知らせることとなった。インターハイでも再び対戦しており、このときは巧が斉藤の助言もあって押さえ込みで勝利し、雪辱を果たしている。
初登場時、袴田今日子にサインをねだっており、かなり軽いノリのキャラクターで登場している。

### 東名大藤沢
神奈川県代表。インターハイ団体戦で90年と91年に2年連続優勝しているなど、千駄谷高校と並ぶ強豪校の一つ。また全国にある系列校が柔道の強豪として知られ全国大会の常連。2年春の選手権の3回戦で浜高と対戦している。
窪ノ内武志（くぼのうち たけし）
巧の1年上で重量級で主将。2年夏の団体戦で優勝に導いているが、自身が優勝最有力候補であった個人戦では橘に敗れている。
津末（つすえ）
2年春選手権団体戦3回戦浜高戦時の副将。原と並ぶ2枚看板の1人。杉・斉藤と対戦。杉に粘られた後、斉藤に関節技をきめられ、敗退。太ってはいるがスピードはある。
原勝（はら まさる）
2年春選手権団体戦3回戦浜高戦時の大将。津末と並ぶ2枚看板の1人。ポイントゲッターで「天才」と称されるほどの選手だったが、当時無名だった斉藤と戦い敗れた。本来は先鋒であるが前の試合の影響を考えて後ろに下がっていたのが敗因とされた。

### 千駄谷学園
柔道を志す者が全国から集まってくる、東京の超強豪校。部員全員が寮生活を送り柔道漬けの厳しい指導をする。全国的に強くなったのは比較的近年（作中30歳の西久保の高校時代に全国大会初優勝）になってからであった。柔道では古賀稔彦や吉田秀彦、泉浩といったメダリストを輩出している名門校。作中では古賀・吉田本人が応援する姿が描かれているためモデルは世田谷学園と考えられる。
鳶嶋雅隆（とびしま まさたか）
兄の佳隆を追って千駄谷学園に入学したが、登場した時にはすでに後に兄以上の選手として注目されるまでに成長していた。巧たちと同学年で、兄の後を継ぎ柔道部主将を務める。168センチメートル、71キログラムで軽中量級。3年生になってからは中量級に階級を上げる。得意技は袖釣り込み腰。
2年生の時にインターハイ個人戦決勝で巧を破って以来、全国大会では常に浜名湖高校の前に立ちはだかる超高校級選手。巧との高校時代での対戦成績は2勝3敗であるが、2勝目は浜高が負けた3年の金鷲旗の時と考えられる（なお作中の公式戦でただ一人巧に2度勝っているキャラである）。本作において、藤田と並ぶ巧のもう一人のライバルであり、クライマックスとなる春の高校選手権団体戦で対戦した巧に敗れた。
初登場時、既に全国的に名前を知られていた鳶嶋が、無名に近い存在だった巧に気さくに話しかけてきたのがきっかけで出会う。しかし、共に重量オーバーで減量のため課せられたランニングでの出来事。
作中は終盤までシリアスなキャラで通していたが、エピローグ時には来留間麻理のファンであったことが判明する。麻理が仲安と付き合っていることを斉藤に知らされ、指導と称して泣きながら後輩に八つ当たりするお茶目なシーンも見せた。彼もまた五輪候補選手であることが判明している。
橘大樹（たちばな たいき）
巧たちと同学年で、鳶嶋と並ぶ千駄谷のポイントゲッター。188センチメートル、120キログラムで重量級。
上背のある均整のとれた体格、パワー、スタミナもさることながら、何事にも動じることの無い温厚な性格。作中では無差別級で全国優勝しており高校生最強の選手であった。選手権団体戦決勝で彼をどう攻略するかが終盤最大の山場となる。藤田の助言もあって三溝と斉藤の二人がかりでようやく止めた（斉藤は引き分けに持ち込んだ）。つまり、高校時代を描いた本編中では試合に登場したライバルでは唯一人敗戦のシーンがない（春の選手権無差別級で、描かれてはいないが玉城に敗れてはいる）。
鳶嶋雅隆とは良いコンビであると同時に認め合ったライバルでもあったようで、階級差がありながら二人の実力はほぼ互角であった。
チームメイトには「大仏」と呼ばれているがそう呼ばれても怒らないデキた人。
エピローグでは三溝と同じく全日本の準決勝で藤田と対戦した（ここで劇中唯一の敗戦を喫する）。
滝川澄之（たきがわ すみゆき）
足技が得意で、天性のカンで技をかけることができる。フケ顔。チームメイトに「ジイ」と呼ばれている。
安藤忠（あんどう ただし）
気が強く、小柄ながらどんどん奥襟を取りにいく積極的な柔道をする。チームメイトに「チュウ」と呼ばれている（名前の音読みから）。
御厨太郎（みくりや たろう）
1年生ながら千駄谷のレギュラーを務める。軽量級。得意の背負い投げは石丸コーチ直伝。重量級をも投げることのできる実力の持ち主。チームメイトに「クリリン」と呼ばれている。大会に両親が応援に来ていることを知ってはしゃぐなど、まだまだ子供という一面もあるが、年上の実力者宮崎に負けた際には悔しさを滲ませた。
鳶嶋佳隆（とびしま よしたか）
雅隆の兄。千駄谷学園の監督にスカウトされて九州から上京する。インターハイの団体戦では主将としてチームを引っ張るが、浜高との試合では勝利確定後の消化試合で巧と対戦し、投げられて一本負けを喫した。弟・雅隆の袖釣り込み腰は佳隆が磨いた技を伝授したもの。雅隆にも「鳶嶋先輩」と呼ばせている。それは兄弟と言えど甘えをなくし、勝負への貪欲さを培うための手段のようである。極めて厳格な性格。
石丸修一（いしまる しゅういち）
千駄ヶ谷学園のコーチ。学生時代は西久保のライバル。西久保は10度に及ぶ対戦で1度も勝てなかった。自身がビッグタイトルを手にしたすべての大会で立ち塞がった西久保の実力を認めており、伴には「西久保にだけは負けたくない」と語っていた。
ビデオで御厨の背負いを見た西久保は一目で石丸のものとそっくりだと見抜いた。
共に高校柔道の指導者となった西久保と選手権の決勝を前に日本の柔道のあり方を語り合う。安易な大型化に反発しており、橘を除く全員が中量級以下という小兵軍団の千駄ヶ谷を高校日本一にすることで日本の柔道を根底から建て直したいという理想を持つ。

### 都立・竹の塚
浜高が東京の立川体育大学に冬季合宿に行ったとき、同じように出稽古に来ていた。選手権大会の予選戦では千駄谷に次ぐ準優勝で出場権を獲得。
奥野（おくの）
竹の塚高校の主将で巧たちと同級生。
私立の高校へ進学したかったが家庭の事情で叶わず、私立と公立の運動部の環境の差に憤りを感じつつ【打倒私立】を目指して頑張っている。
ルール上は反則ではないものの、対戦相手に怪我を負わせる低く危険な内股を使う。対戦相手の返り血を浴びた道着はそれまで誠実でクリーンなイメージに描かれていた奥野の非情な勝負師という一面を浮き彫りにした。また、背負いを得意とする巧を「高校生の古賀稔彦はこんな感じだったのでは」と高く評価しており、ソウルオリンピックで古賀を封じるため旧ソ連のテナーゼが使った背負い封じを仕掛ける。
選手権では前評判を覆し、竹の塚をベスト8に進出させる。浜高との準々決勝では背負い封じと内股を駆使して巧を苦しめるが帯を取りに行く一瞬の隙をつかれて敗北した。結果、次鋒の巧による5人抜きが達成された。
下津田（しもつだ）
奥野の小学校時代からの親友。
真冬に半袖Tシャツで平気で山手線に乗車。典型的な熱血挌闘家のようである。
パワー一辺倒のように見えるが実は寝技のテクニシャン。選手権準々決勝では三溝を寝技で仕留め、続く巧も背負い封じと寝技で苦しめた。ポイントリードしていたが、裏技の腕返しで有効をとられた後、袈裟固めで一本負けを喫する。この試合を隣の試合会場で横目に見ていた鳶島が巧の持つ裏技の存在と正体を知る結果となった。
美奈（みな）
柔道部のマネージャー。奥野の同級生で彼女。奥野と下津田の師匠の娘。
東京合宿中の休養日、渋谷でチーマーにからまれた奥野と美奈を助けるため、浜高勢は柔道によるストリートファイトを披露した。彼女が立体大での練習風景をビデオ撮影していたせいで、警戒した浜高メンバーは実力が発揮できなかった。お詫びとして奥野が東京予選における千駄ヶ谷のビデオを提供し、千駄ヶ谷攻略の糸口となった。

### その他の学校の選手
長谷達也（はせ たつや）
神奈川県座間東所属。軽量級の選手。柔道歴は1年ちょっとと浅いが、アマチュアレスリングの技術を駆使して出場。神奈川県下で鉄壁を誇る東名大藤沢の牙城に風穴を開けた。アマレスの実力は東名大藤沢含め、中学在学時に県内外からスカウトが来たほどであった。仲のよい友達とアマレス部のない学校に進学し、アマレス部を立ち上げようとするが、「先公の反対にあい」断念。レスリングの技術を認めさせるために柔道部に入部。インターハイ準々決勝まで勝ち上がるが、宮崎の勝利への執念に敗れた。また宮崎に「裏技」のヒントを与えた人物でもある。選手権では県外者では唯一応援に駆け付けた。卒業後は立体大に進学して柔道を続けている様子。
日置知則（ひおき とものり）
岐阜県大垣商大付属所属。前年インターハイ2位の実力者。大会前、軽中量級では優勝候補と考えられていたが、巧や鳶島雅隆といった新星に話題をさらわれて面白くない立場にいた。寝技を得意とするが予選ではあまりこだわらず、立ち技による優勢勝ちで石塚を下す。石塚は不用意な技はすべて返されるとコメントした。鳶島雅隆からの忠告で寝技を警戒していた巧だったが日置の関節技に翻弄され後ろ袈裟固めで押さえ込まれてしまう。技ありを取られ絶体絶命のピンチだったがどうにか脱出。立ち技勝負に持ち込み背負いで下した。立ち技ではトップクラスのセンスを持つ巧や鳶島雅隆にかなわないと分かっており、得意とする寝技と頭脳戦に勝機を見出していた。このスタイルは後に斉藤が踏襲し自分のものとする。裏技も日置の使ったものがヒントになっている。地味なおっさん顔ということで巧とはゲンが悪いと思われていた。また、巧の逆転勝利に感激した保奈美は2度逆転勝ちのシーンを回想したが次第に日置の顔がいい加減になっている。

### 立体大
立川体育大学の略称。全日本学生柔道優勝大会ではベスト8の常連という名門校。部員数も50名を超える大所帯で3軍まである。練習には高校生も参加しており、浜高も竹の塚と共に練習に参加した。巧の高校卒業後の進学先。女子部もあり、後に麻理や薩川らが進学している。
伴直人（ばん なおと）
立体大の監督。西久保の二つ上の先輩でオリンピックのメダリスト（斉藤が小学生時代のオリンピックでと言っているが、どの大会か正確には分からない）。浜高の東京合宿で登場。高校時代は無名に等しかった柴田の才能を見抜き育て上げた優秀な指導者。僅か1日の指導で巧の背負いをさらに進化させた。選手権決勝で鳶島や橘に注目が集まる中、巧の名を挙げている。3年生に進級したばかりで3年時の実績がまだない巧をスカウトに踏み切った。
柴田辰則（しばた たつのり）
立体大一軍の国際強化選手。78 kg級。同柔道部でも突出した実力者。合宿初日の乱取りでは伴の興味から巧は対戦の機会を得たが、まるで歯が立たなかった。合宿最終日には将来の思い出にオリンピック選手と乱取りがしたいという浜高メンバーから次々に挑まれ裏技をかけられるが悉く退ける。最後に挑んだ巧だけが腕返しで投げることが出来た。柴田がオリンピックで金メダルをとったことで、巧は立体大への進学を決意する。エピローグでは前回大会覇者として巧や藤田とオリンピック代表の座を争う立場にある。

### 女子柔道
本作では、日の目を見ることが少ない高校女子柔道も並行して扱っている。女子柔道自体は『YAWARA!』などでも扱われているが、当時現実の高校までの女子柔道は男子に比べ扱いは軽かった。それは作中に西久保が言った通り、部員数が足りず部活動ではなく町道場が主体になることがままあったからである。作中でも袴田今日子が中学時代は学外で柔道をしていた旨語っている。なお女子の団体戦は登場せず、みな個人戦でのみ戦っている。
海老塚桜子、来留間麻理、袴田今日子についてはそれぞれの高校を参照。
別所愛子（べっしょ あいこ）
静岡の中部地区にある赤磐高校所属。桜子と同学年。階級は48 kg以下級、後に52 kg以下級に転向。得意技は膝車や内股など。
初登場は2年のインターハイの県予選（女子個人戦）。当初は白帯で、それが縁で桜子と仲良くなる。引っ込み思案で恥ずかしがり屋。華奢な見た目とは裏腹にパワフルで正統派な柔道を得意とする。桜子と同じ左組み手。
当初は巧に憧れ想いを寄せていた。インターハイでは巧に渡したい一心でお守りを用意するが、個人的に渡すことが出来ず、浜高の皆さんにと渡したことから杉や宮崎が奮起する結果に。因縁の玉城戦勝利後、親しげにしている巧と保奈美の関係に気付き身を引いた。
試合前に斉藤が他の部員に内緒で故障明けだった肩のテーピングを外すのを手伝ったことで親しくなる（その時点で勘の良い桜子には見抜かれた）。他の部員たちに内緒で文通していたが、バレて大変なことになる。選手権予選の三工戦で斉藤は別所から貰ったバンダナを肩に巻き3人抜きの活躍を見せたが、副将平山との試合中に落ちてしまい動揺から敗戦した。斉藤は別所が応援に来ていると気合いが入り燃える。
インターハイ県予選では桜子の敵討ちに燃える麻理を上手にいなして有利に試合を進めた。逆に選手権予選では桜子を破った薩川に対し、敵討ちとばかりに挑んでいるが負けている。
地元静岡開催のインターハイでは運営手伝いをしていたが、作中の描写では惚れっぽく男達を振り回し、ちっとも仕事をしていないように見えたところから、読者には「姫」と称されていた。また、なぜか試合に赤磐高校から誰も応援に来ないという謎を抱えている。
高校卒業後は東都女子大学に進学。仲の良かった桜子のチームメイトとなり同部屋であることが判明している。
松原渚（まつばら なぎさ）
静岡の中部地区にある三保女子学園（初登場時は学院）所属。袴田と同学年。階級は48 kg以下級。
春の選手権では県予選3位になった実力者だが、性格は極めて高飛車で自分の実力を鼻にかけるような態度をとる。インターハイの県予選初戦でその性格が災いして桜子に敗れて引退。敗れたことを根に持ち、自分を敗った桜子等のパターンを研究し、弱点を突き止めるなど執念を燃やす。後輩の薩川にそれらを伝授して雪辱を果たそうとするが、自立し楽しむ柔道を目指した薩川の姿を見て、柔道に取り組む気持ちを改めた。エピローグとなった全日本選手権の応援席に現れている。
宮崎に似ており、作中でも「シゲルの女装にあらず」と書かれ、「絵筆をもってね！」でも両者を絡めたネタにされていた。宮崎自身も松原は（少々おっかない所も含めて）けっこう「好み」らしい。
薩川佐代子（さつかわ さよこ）
松原と同じ三保女子学園所属。中性的な顔立ちが特徴。麻理と同学年。階級は52 kg以下級。得意技は大外刈りや一本背負いなど。また裁縫などが得意。愛称は「さっちん」。自宅は庭にプールがあるほどの豪邸で、松原がよく涼みに来る。
当初は先輩の松原に指導を受け、桜子へのリベンジを代行しようとしていた。だが桜子本人や麻理と出会ってから考えを改め、楽しい柔道を目指すようになった。
柔道のセンスは非常に高く、麻理をして「天才」クラスと言わしめている。また1年生でありながら52 kg以下級で全国優勝を果たした。
麻里とは同級生だが作中でも桜子が言及している通り、とてもそうは見えない。25巻の表紙絵で松原と共演した際には、前巻（藤田）とは逆に男性読者が買いづらいと言われた。作中でも二人は百合ネタで扱われている。
高校卒業後は巧や麻里、仲安と同じく立体大に進学した。
乙淵ふね（おとぶち ふね）
栃木の宇都宮西高校所属。階級は48 kg級、後に52 kg級に転向。作者公認のいじめっ子で、目立ちたがり屋かつ極悪非道な性格。
インターハイの全国大会準決勝で麻理に両ビンタをかまして泣かせたり（実際はネコだましをするつもりだったが、麻理の出足が速過ぎてビンタとなり、反則を取られる）、その直後、麻理と袴田の決勝を野次で妨害しようとしたり（桜子に阻止され、会場外で雨の中乱闘となり風邪を引く）、春の選手権準決勝で腕に刺激系の塗り薬を塗って薩川の目潰しを企てたり（倒れた状態から片腕を上げたためあっさり押さえ込まれた上に、試合後薬を塗った腕で泪を拭ったため自分に目潰しをしてしまった）する。全国大会に出場できる実力はあるが、卑怯な手段で勝とうとしてはことごとく自滅する。講道館で行われた福岡国際の代表選考会にも出場しているが、あっさり麻理に敗れている。桜子をしてあいつだけは油断がならないと言わしめた。
ふねという名前にコンプレックスがあり、取り巻き達に「ふっちん」と呼ばせ、自称している。
浅田（あさだ）
江田島高校の選手でインターハイ個人戦地区予選の3回戦で桜子と対戦した相手である。暗示にかかりやすい性質で、開始直後桜子が「小内で背負い」と叫んだとたんに言葉通りに小内刈り→背負い投げの連携を仕掛ける。この背負い投げを桜子がとっさにでたバックドロップ（裏投げ）で返されて一本負けする。桜子の裏投げの犠牲者第1号。試合中の出番は10コマという少なさだが、サンデー掲載時の回に第2回の人気投票の告知があったこともあり、宮崎や三溝などのレギュラーキャラを抑え10位に食い込んでいる。その後出番が無かったにもかかわらず、第3回の人気投票でも19位に入っている。
ケイト・アンダーソン
イギリス代表。女子48 kg級の「偉大なる世界チャンピオン」。五輪金メダリストで、世界選手権でも3回優勝している、29歳。ベテランになるにつれ、スタイルを変え寝技の達人になっていった。福岡国際女子大会の準決勝で麻理と対戦し敗退、大会後引退した。試合に敗れて男性コーチの胸で泣く姿を見た桜子らは羨ましいと評した。
ドミニク・ミリアン
女子48 kg級のキューバ代表、17歳。ESPA（キューバのスポーツ英才学校）出身で、福岡国際女子大会の決勝で麻理と対戦した。試合中麻理を何度も投げ飛ばすなどパワー型の選手。以降も、麻理の出ていない五輪で優勝するが、世界選手権では麻理と戦い敗退している。麻理とは言葉こそ通じないが意志が通い合うところがありライバル関係になる。

## 既刊一覧
少年サンデーコミックス 小学館
1. 1989年8月18日 ISBN 4-09-122361-3
2. 1989年10月18日 ISBN 4-09-122362-1
3. 1990年2月17日 ISBN 4-09-122363-X
4. 1990年4月18日 ISBN 4-09-122364-8
5. 1990年6月18日 ISBN 4-09-122365-6
6. 1990年9月18日 ISBN 4-09-122366-4
7. 1990年12月13日 ISBN 4-09-122367-2
8. 1991年3月18日 ISBN 4-09-122368-0
9. 1991年5月18日 ISBN 4-09-122369-9
10. 1991年9月18日 ISBN 4-09-122370-2
11. 1991年10月18日 ISBN 4-09-122631-0
12. 1991年12月11日 ISBN 4-09-122632-9
13. 1992年2月18日 ISBN 4-09-122633-7
14. 1992年4月17日 ISBN 4-09-122634-5
15. 1992年6月18日 ISBN 4-09-122635-3
16. 1992年9月18日 ISBN 4-09-122636-1
17. 1992年12月12日 ISBN 4-09-122637-X
18. 1993年4月17日 ISBN 4-09-122638-8
19. 1993年6月18日 ISBN 4-09-122639-6
20. 1993年9月18日 ISBN 4-09-122640-X
21. 1993年12月11日 ISBN 4-09-123291-4
22. 1994年3月18日 ISBN 4-09-123292-2
23. 1994年7月18日 ISBN 4-09-123293-0
24. 1994年11月18日 ISBN 4-09-123294-9
25. 1995年3月18日 ISBN 4-09-123295-7
26. 1995年6月17日 ISBN 4-09-123296-5
27. 1995年9月18日 ISBN 4-09-123297-3
28. 1995年11月18日 ISBN 4-09-123298-1
29. 1996年2月17日 ISBN 4-09-123299-X
30. 1996年3月18日 ISBN 4-09-123300-7

少年サンデーコミックスワイド版 小学館
1. 1998年8月8日 ISBN 4-09-125721-6
2. 1998年10月16日 ISBN 4-09-125722-4
3. 1998年12月10日 ISBN 4-09-125723-2
4. 1999年2月16日 ISBN 4-09-125724-0
5. 1999年4月16日 ISBN 4-09-125725-9
6. 1999年6月16日 ISBN 4-09-125726-7
7. 1999年8月7日 ISBN 4-09-125727-5
8. 1999年10月16日 ISBN 4-09-125728-3
9. 1999年12月10日 ISBN 4-09-125729-1
10. 2000年2月16日 ISBN 4-09-125730-5
11. 2000年4月15日 ISBN 4-09-125731-3
12. 2000年6月16日 ISBN 4-09-125732-1
13. 2000年8月9日 ISBN 4-09-125733-X
14. 2000年10月16日 ISBN 4-09-125734-8
15. 2000年12月16日 ISBN 4-09-125735-6

小学館文庫 小学館
1. 2002年10月16日 ISBN 4-09-193421-8
2. 2002年10月16日 ISBN 4-09-193422-6
3. 2002年12月14日 ISBN 4-09-193423-4
4. 2002年12月14日 ISBN 4-09-193424-2
5. 2003年2月15日 ISBN 4-09-193425-0
6. 2003年2月15日 ISBN 4-09-193426-9
7. 2003年4月15日 ISBN 4-09-193427-7
8. 2003年4月15日 ISBN 4-09-193428-5
9. 2003年6月13日 ISBN 4-09-193429-3
10. 2003年6月13日 ISBN 4-09-193430-7
11. 2003年8月9日 ISBN 4-09-193431-5
12. 2003年8月9日 ISBN 4-09-193432-3
13. 2003年10月15日 ISBN 4-09-193433-1
14. 2003年10月15日 ISBN 4-09-193434-X
15. 2003年12月13日 ISBN 4-09-193435-8
16. 2003年12月13日 ISBN 4-09-193436-6